# Nogagus ambiguus
Nogagus ambiguus är en kräftdjursart. Nogagus ambiguus ingår i släktet Nogagus och familjen Pandaridae. Inga underarter finns listade i Catalogue of Life.